# ロバの皮

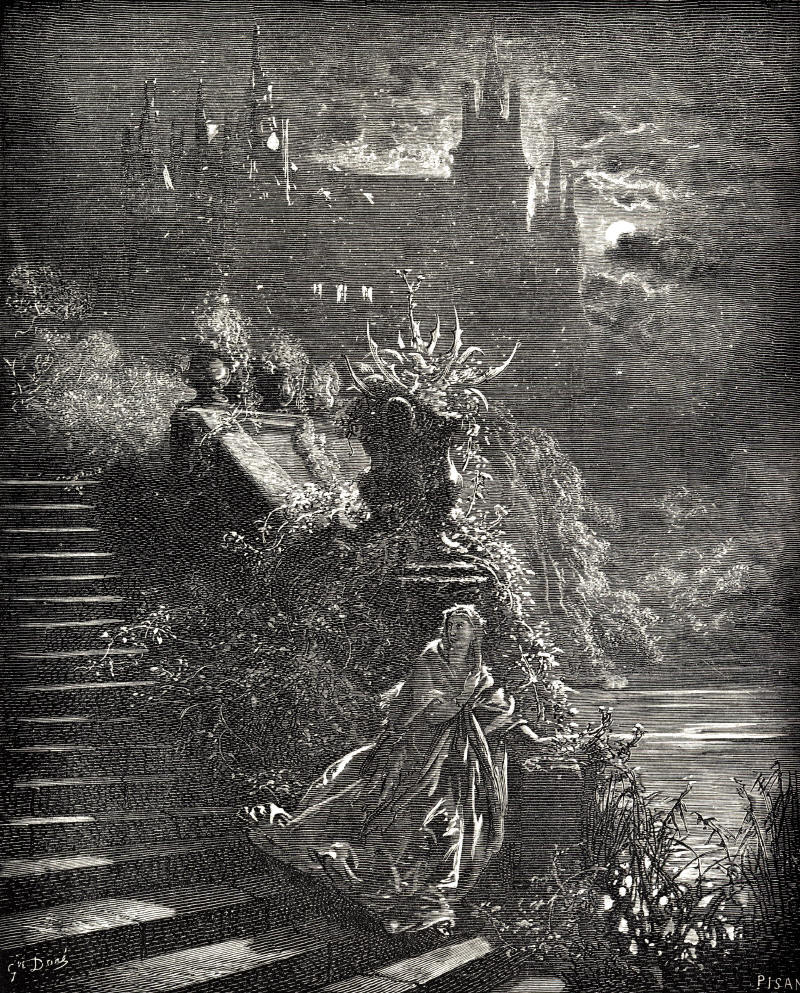
ギュスターヴ・ドレによるイラスト。

『ロバの皮』（ろばのかわ、フランス語: Peau d'Âne) は、シャルル・ペローが韻文調で描いたフランスの童話。1695年に小冊子で初めて出版され、1697年に『過ぎ去った昔の物語と教訓』という名前の短編集の内の一つとして再出版された。また、『アンドルー・ラング世界童話集』に収録された。

## あらすじ

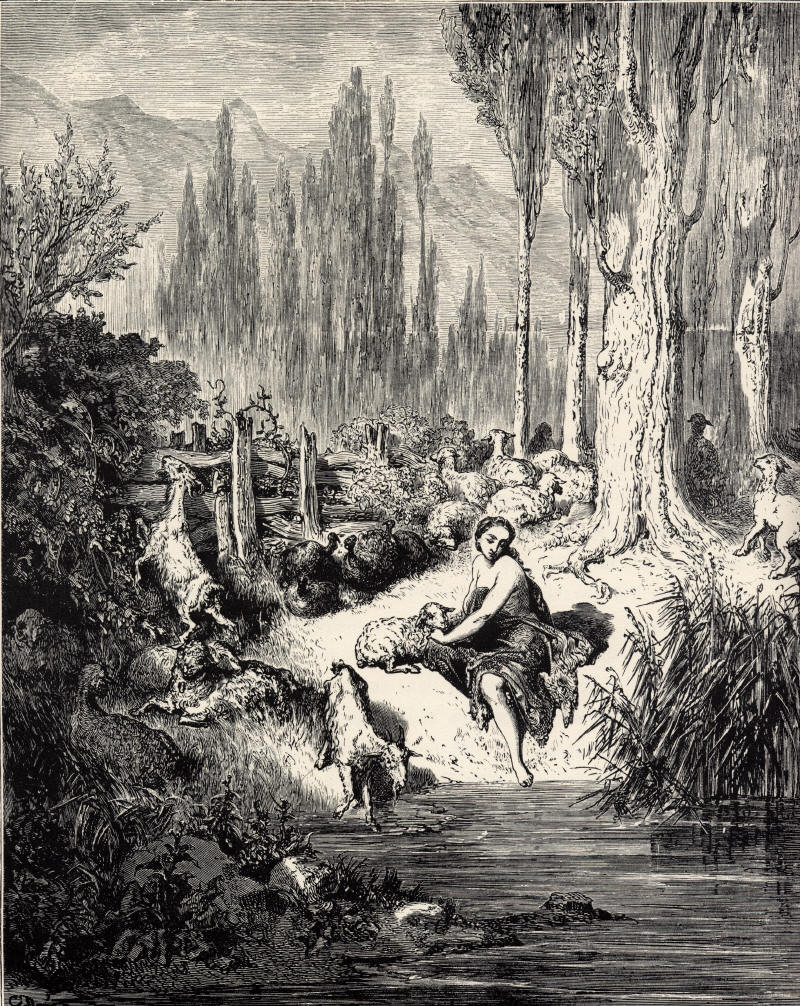
ギュスターヴ・ドレによるイラスト。

王と王妃とその娘が幸せに暮らしていたが、王妃が病に倒れて帰らぬ人となる。王は王妃に対して、彼女より美しく内面も優れた女性でない限り再婚しないと誓っていた。間もなく王は次の妻を探し始めるが、どこにもそのような女性は見つからず、ある時王は自分の娘である王女が最も美しい女性であることに気が付いた。
父親に求婚された王女は、「空のように青いドレス」「月のような輝きを持つドレス」「太陽のように眩いドレス」を持ってこない限りは結婚しないと述べたが、強い恋心に突き動かされた王はその要求を全て叶えてしまう。王女は最後に、王の財産の源である黄金を生むロバの皮を差し出すように求めたが、王はその通りにロバの皮を差し出した。王女はそのロバの皮を被って身を隠し、城から逃亡する。
間もなく王女は異国の地で仕事を見つけ、その美貌を覆い隠すかのような不潔な環境で暮らしていた。ある時その地の王子が王女を見初め、恋の病に苛まれる。間もなく王女は王子からケーキを焼くように求められ、そのケーキの中に自分の指輪を入れた。指輪を発見した王子は、この指輪にぴったりと合う手を持った女性とでないと結婚しないと主張した。その国のどのような女性とも指輪は合わず、最後に「ロバの皮」と呼ばれた不潔な身なりをした王女がやって来て手を差し出すと、指輪がぴったりと合った。
王女と王子は祝言を開くが、その場にはかつて娘である王女に恋い焦がれた王も出席していた。彼は時間と共に道から外れた恋の炎を静まらせており、清らかな心で二人を祝福した。

## 「ロバの皮」型民話
ヒロインが毛皮を被り身分を隠すという「ロバの皮」型に似た民話は、アールネ・トンプソンのタイプ・インデックス〔国際昔話話型カタログ〕のアールネ＝トンプソン＝ウター分類〔2004年改訂版〕では、ATU510〔いわゆる「シンデレラ・サイクル〕に含まれ、ATU510Bに分類されている。似た物語として『千匹皮』、『娘と結婚したい王様』、『牝熊』などがある。
この型の民話の特徴の1つに、物語前半にヒロインが実の父から求婚されるという近親相姦のモチーフがあるが、娘は父親の求婚を拒んで去るため、近親相姦が行われるわけではなく、また、「父親が娘に求婚する」というモチーフは必須ではない。

## 日本語訳
- 『完訳 ペロー童話集』岩波文庫、1982年、 新倉朗子（訳）

## 関連作品
- 『ロバと王女』 - ジャック・ドゥミが監督し、ジャン・マレーとカトリーヌ・ドヌーヴが主演を務めた1970年のフランスの映画。